# Witalis Piotr Wilczkowski

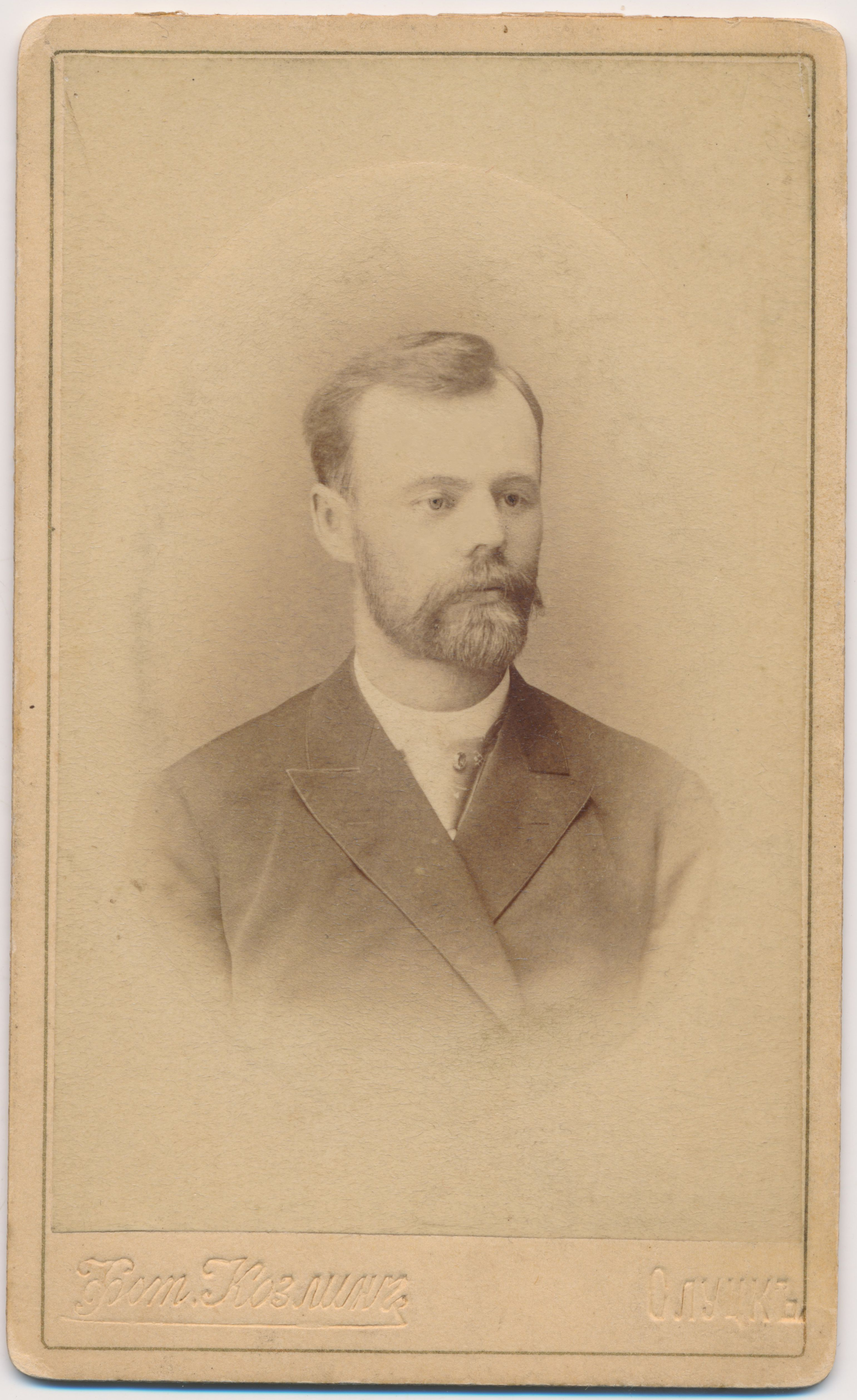
Zdjęcie dr Witalisa Piotra Wilczkowskiego

Witalis Piotr Wilczkowski (ur. 28 kwietnia 1830 w Warszawie, zm. 12 lipca 1889 w Warszawie) – polski lekarz.

## Życiorys
Urodził się 28 kwietnia 1830 w Warszawie i tu ukończył naukę w Gimnazjum Realnym mieszczącym się w Pałacu Kazimierzowskim. W 1845 rozpoczął naukę na wydziale lekarskim uniwersytetu w Charkowie.
W 1850 ukończył studia i jako stypendysta miał obowiązek odbyć służbę rządową przez następne osiem lat. Pracował w marynarce rosyjskiej i w latach 1853-1856 odbył podróż dokoła świata na fregacie "Aurora".
W 1852 osiągnął stopień doktora medycyny. Został chirurgiem akademickim.
W 1858 odbył wycieczkę naukową po Europie, a następnie osiadł w Warszawie. W tym samym roku dostał nominację na nauczyciela w szkole felczerów cywilnych i w 1867 został starszym nauczycielem oraz zarządzał szkołą. W 1859 został honorowym ordynatorem w szpitalu św. Ducha w Warszawie oraz tłumaczem przy Radzie Lekarskiej Królestwa Polskiego. Jednocześnie był  zawiadującym Szkoły Felczerów Cywilnych w Warszawie mieszczącej się przy ulicy Świętokrzyskiej (Ś-go Krzyskiej) pod Nr 1335, nowy 21.
W 1860 ożenił się z Marią Mordwin.
W 1861, przy działających w Warszawie ochronach, zaprowadzono opiekę lekarską, którą nad Ochroną 9-tą (imienia Księdza Piotra Gabryela Baudouin'a) przyjął D-r Medycyny i Chirurgii Witalis Wilczkowski, pełniąc bezinteresownie te obowiązki przez lat 30. 
24 czerwca 1862 Rada Lekarska Królestwa Polskiego rozstrzygnęła sprawę zajęć praktycznych. Zgodnie z postanowieniem z dn. 1 września 1859 r., uczniowie szkoły mieli dla wprawy kolejno asystować przy sekcjach anatomo-patologicznych w szpitalu Dzieciątka Jezus. Tam jednak nie dbano o ich naukę i dopuszczano ich wyłącznie do czynności posługaczów. Od chwili przeniesienia szkoły do szpitala św. Ducha, nauczyciel jej, dr. Wilczkowski, zaprowadził tam dla uczniów osobne zajęcia praktyczne w wymienionym zakresie („uczniowie sami robią sekcje i odnoszą wielkie korzyści“ — donosił zarząd). Wobec tego zarząd szkoły prosił, aby jej uczniowie zostali zwolnieni od obowiązku posługiwania w salach sekcyjnych szpitala Dzieciątka Jezus. Rada Lekarska przychyliła się do tej prośby i orzekła „że w sekcjach anatomicznych i anatomo-patologicznych uczniowie szkoły felczerów kształcić się winni w prosektorium szpitala św. Ducha”. 
Od 1863 roku członek Towarzystwa Lekarskiego Warszawskiego. 
Rada Lekarska Królestwa Polskiego w ostatnim roku swego istnienia rozpatrywała jeszcze jeden projekt ustawy dla szkoły felczerów. Projekt pochodził od starszego nauczyciela szkoły, doktora Wilczkowskiego. 19 marca 1867 do oceny projektu Rada Lekarska Królestwa Polskiego powołała komisję (delegacyę) składającą się z następujących jej członków: Helbicha, Tyrchowskiego, Szokalskiego i Groera. Komisja ta zgłosiła liczne uwagi i uzupełnienia. 6 czerwca 1867 komisja  wypowiedziała swój sąd ogólny, „że cały projekt ustawy napisany jest z gruntowną znajomością rzeczy, że wprowadzenie jego w życie zapewni lepsze sposobienie na felczerów, zmniejszy odpowiednio potrzebie nadmierną liczbę felczerów w kraju i zapobiegnie ich nadużyciom i fuszerstwu; że z tych powodów pożądaną jest rzeczą, aby projekt ustawy dla szkoły felczerów mógł być wprowadzony w wykonanie wraz z rozpoczęciem nowego roku szkolnego”. 
Od 1867  dr Witalis Piotr Wilczkowski pełnił wyłącznie funkcję ordynatora szpitala św. Ducha. 
W 1879 podpisał "Adres lekarzy polskich do Józefa Ignacego Kraszewskiego z okazji jubileuszu 50-lecia pracy pisarskiej. Kraków 30.09.1879 r.". Adres redagowali dr Henryk Dobrzycki, stronę artystyczną wykonał dr Józef Peszke. 
Znał języki: rosyjski, niemiecki, francuski, angielski i łaciński. 
Zmarł 12 lipca 1889 r. Został pochowany na Cmentarzu Powązkowskim w Warszawie. 

## Życie prywatne
Syn doktora (chirurga) Dominika Antoniego Wilczkowskiego (1802 - ok. 1853)  i Anny z d. Biedrońskiej (1801 - 1844). Żonaty z Marią Mordwin (ślub 2 października 1860 w Warszawie w bazylice archikatedralnej św. Jana Chrzciciela). Mieli siedmioro dzieci: Zofię Walerię Annę, Edwarda Paulina Dominika, Witalisa Franciszka Mikołaja, Mikołaja Jakuba Feliksa, Feliksa Kosmę Rudolfa, Marię i Jadwigę.

## Wybrane prace
- De morbo marino. Dissertio inaug., quam etc., Petersburg, typ. Jacob Frey, 1852, w 8-ce str. 56 i 1 k.
- Chirurgia niższa dla użytku felczerów ułożona - wydana z upoważnienia Rady lekarskiej Królestwa Polskiego, Warszawa, autor, druk K. Kowalewskiego, wyd.1:1862 (str.123); wyd.2: - poprawione i poszerzone - G. Hermansztadt 1874,
- Nauka o nawiązkach (Desmurgia) dla użytku felczerów ułożona przez nauczyciela szkoły felczerów cywilnych, wydana z upoważnienia Rady lekarskiej Królestwa Polskiego, Warszawa, autor, druk K. Kowalewski - wyd. 1: 1862; wyd. 2: G. Hermansztadt 1874;
- Krótki rys anatomii opisanej dla użytku felczerów, Warszawa - wyd.1; 1862; wyd. 2: 1874;
- Przewodnik do pielęgnacji chorych, Warszawa 1863 r[1].

## Odznaczenia
- Order Świętej Anny[11]